# Winnie Mandela
Winnie Nomzamo Madikizela-Mandela (26. září 1936 Bizana – 2. dubna 2018 Johannesburg), známá také jako Winnie Mandela, byla jihoafrická aktivistka proti apartheidu a druhá manželka Nelsona Mandely. Byla významnou postavou jihoafrického osvobozeneckého hnutí a zároveň kontroverzní osobností kvůli své spojitosti s násilím a porušováním lidských práv.
V letech 1994–2003 a od roku 2009 až do své smrti byla poslankyní a v letech 1994–1996 byla náměstkyní ministra umění a kultury. Byla členkou politické strany Africký národní kongres (ANC), působila v Národním výkonném výboru ANC a vedla jeho Ženskou ligu. Mezi svými příznivci byla známá jako „matka národa“.
Po Mandelově uvěznění v roce 1963 začala být velmi aktivní v rámci Afrického národního kongresu a představovala významnou osobnost domácího hnutí proti apartheidu. Při různých příležitostech byla perzekvována jihoafrickou vládou a jejími bezpečnostními složkami, rok a půl strávila ve vězení a přes deset let ve vyhnanství na venkově. Její pověst byla vážně poškozena koncem osmdesátých let 20. století, kdy schvalovala pronásledování údajných policejních informátorů a spolupracovníků vlády apartheidu a její ochranka prováděla únosy, mučení a vraždy, nejznámější z nich je zabití čtrnáctiletého Stompieho Seipeie, za jehož únos byla v roce 1991 odsouzena.
V roce 2003 byla odsouzena za podvod a krádež za účast na podvodně získaných bankovních půjčkách, z nichž mnohé byly poskytnuty ekonomicky znevýhodněným osobám, a dočasně se stáhla z aktivní politiky. O rok později byla částečně zproštěna viny, když bylo odsouzení za krádež zrušeno, protože ze svého jednání neměla žádný osobní prospěch.

## Mládí a studia
Rodným jménem se v jazyce Xhosa jmenovala Nomzamo Winifred Zanyiwe Madikizela. Narodila se ve vesnici Bizana v tehdejším bantustanu Transkei (dnešní provincie Východní Kapsko). Byla pátým z devíti sourozenců, měla sedm sester a bratra. Její rodiče byli oba učitelé, otec učil dějepis a byl ředitelem školy a později ministrem lesnictví a zemědělství transkeiské vlády. Matka byla učitelkou přírodovědy.
Navštěvovala základní školu v Bizaně, ale když jí bylo devět let, rodina se přestěhovala do Mbongweni, kde kromě školy pomáhala otci pracovat na farmě. Její starší sestra Vuyelwa onemocněla tuberkulózou a zemřela a brzy po sestřině smrti onemocněla a zemřela také matka. Matka krátce před smrtí porodila chlapečka, za něhož Winnie převzala odpovědnost v době matčiny nemoci i po její smrti.
Již na střední škole začala rozvíjet své vůdčí schopnosti a po maturitě v roce 1953 byla přijata na Jan Hofmeyr School of Social Work v Johannesburgu. Během studia v Johannesburgu zažila všechny důsledky apartheidu a začala navštěvovat černošské Soweto. V roce 1956 získala titul v oboru sociální práce a stipendium na další studium v USA. Nakonec se ale rozhodla zůstat v Jihoafrické republice a přijala místo sociální pracovnice v nemocnici Baragwanath. Byla první černoškou, která tuto pozici zastávala. Zapojila se do politického aktivismu a výzkumu v oblasti sociální spravedlnosti. Své znalosti a dovednosti v oblasti sociální práce využila při zkoumání kojenecké úmrtnosti v městských čtvrtích.
O několik desetiletí později získala bakalářský titul v oboru mezinárodních vztahů na University of the Witwatersrand. Vystřídala řadu zaměstnání v různých částech Transkei, mimo jiné pracovala pro vládu Transkei a v různých obdobích žila v Bizaně, Shawbury a Johannesburgu.

## Sňatek s Nelsonem Mandelou
S Nelsonem Mandelou se seznámila v roce 1957 ve svých 22 letech a stala se jeho oddanou spolupracovnicí. Tehdy byl Mandela ještě ženatý s Evelyn Mase. Vzali se v roce 1958 a přestěhovali se do Soweta, kde žili a pracovali. Nelson pokračoval v práci v ANC a Winnie pokračovala ve svém aktivismu. Jejich dům byl místem, kde se scházeli lidé pracující proti apartheidu, a také terčem častých policejních razií kvůli této práci. Měli dvě dcery, Zenani (* 1959) a Zindziswu (* 1960). V roce 1963 byl Mandela zatčen a uvězněn, propuštěn byl až v roce 1990. Manželé se rozešli v roce 1992. Svůj rozvod dokončili v březnu 1996 blíže nespecifikovaným mimosoudním vyrovnáním.

## Apartheid: 1963–1985
Během manželova dlouhého věznění (1963–90) vedla Winnie Mandela kampaň za jeho propuštění a hrála klíčovou roli v boji proti apartheidu. Během této doby byla různě perzekvována jihoafrickou vládou a jejími bezpečnostními složkami (měla omezenou možnost cestování, sdružování a projevu) a celá léta byla pronásledována. V letech 1969–70 strávila 17 měsíců v pretorijské ústřední věznici, kde strávila několik měsíců na samotce a podstoupila mučení a bití. V letech 1977–1985 žila ve vnitřním exilu ve městě Brandfort vzdáleném 400 km od Johannesburgu. Během těchto let se věnovala sociální a vzdělávací práci a stala se přední bojovnicí hnutí proti apartheidu. Ve stejné době se stala známou v západním světě. Během svého pobytu v Brandfortu pracovala na poskytování komunitních služeb prostřednictvím organizace Operation Hunger. S Dr. Abu Bakerem Asvatem vybudovala v oblasti komunitní kliniku, aktivně vedla kampaň za rovná práva a pro ANC se stala symbolem boje proti apartheidu.

## Návrat do Soweta a Mandela United Football Club 1986–1989
Do Soweta se vrátila z Brandfortu koncem roku 1985. Za dobu jejího exilu vytvořily Jednotná demokratická fronta (UDF) a Kongres jihoafrických odborů (Cosatu) masové hnutí proti apartheidu. Nové organizace se více spoléhaly na kolektivní rozhodovací struktury než na charisma jednotlivce. Mandela zaujala více militaristický přístup, vyhýbala se přístupu novějších orgánů, začala se oblékat do vojenské uniformy a veřejně podpořila používání tzv. náhrdelníků, pneumatik s benzínem, které sloužily k upalování lidí podezřelých ze spolupráce s policií a s režimem apartheidu.

Založila hnutí, kde se mladí lidé mohli organizovat a scházet, známé jako Mandela United Football Club (MUFC). Členové domnělého „fotbalového týmu“ žili v jejím domě a zprvu plnili funkci ochranky. V Sowetu si nicméně rychle získali pověst beztrestné mafie, která se chovala jako mstitelé. Nakonec byli spojováni s únosy, mučením a vraždami. V roce 1988 zapálili středoškolští studenti dům Mandelových v Sowetu jako odplatu za akce MUFC a dům kompletně shořel. Mandela se zapojila do únosu čtyř černošských nezletilých aktivistů a její bodyguardi 14letého chlapce Stompie Moeketsiho zabili. V květnu 1991 byla po obvinění z únosu odsouzena k šesti letům vězení, ale trest jí byl nakonec změněn na dvouletou podmínku a pokutu.

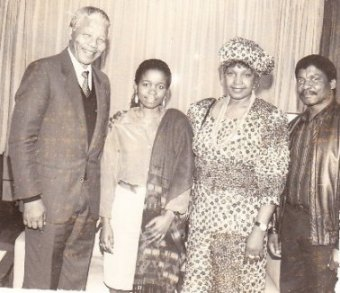
Winnie Mandela, Nelson Mandela, Alberto Chissano s dcerou Cidalií v Muzeu Galeria Chissano, Mosambik, 1990

### Komise pro pravdu a usmíření
Komise pro pravdu a usmíření (TRC), kterou zřídila vláda Nelsona Mandely za účelem vyšetřování porušování lidských práv, shledala, že Winnie Mandela je „politicky a morálně odpovědná za hrubé porušování lidských práv, kterého se dopouštěla její ochranka, že je zodpovědná za únos a napadení Stompieho Sepeie a že se pokusila zakrýt jeho smrt tvrzením, že uprchl do Botswany.

## Přechod k demokracii: 1990–2003
Během přechodu Jihoafrické republiky k multirasové demokracii zaujala mnohem méně smířlivý postoj k bílým Jihoafričanům a byla považována za stejně kontroverzní jako její manžel před svým zatčením. Když byl manžel v únoru 1990 propuštěn z vězení, společně cestovali, přednášeli a setkávali se s lidmi. Manželství skončilo v dubnu 1992 po 38 letech a v březnu 1996 se rozvedli. Poté přijala příjmení Madikizela-Mandela.

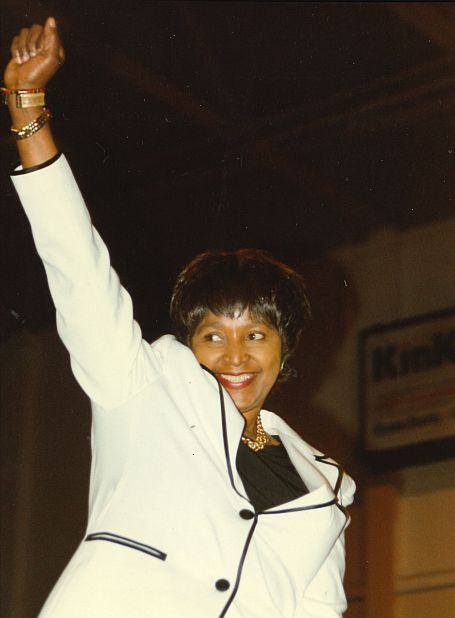
Winnie Mandela v roce 1996

V prvních multirasových volbách v Jihoafrické republice vedla kampaň za ANC a v květnu 1994 byla jmenována náměstkyní ministra umění, kultury, vědy a technologie. Svými útoky na vládu a ostrými apely na radikální mladé černošské stoupence však nadále vyvolávala kontroverze a v roce 1995 ji Mandela ze svého kabinetu odvolal kvůli obvinění z korupce.
Mezi mnoha příznivci ANC zůstala mimořádně populární. V prosinci 1993 a dubnu 1997 byla zvolena předsedkyní jeho Ženské ligy. Za prezidenta Thaba Mbekiho jí však nebyla umožněna významná role a v roce 1997 odstoupila z boje o post místopředsedkyně ANC.

## Odchod z politiky: 2003–2007
Dne 24. dubna 2003 byla odsouzena za 435 podvodů a 25 krádeží a její makléř Addy Moolman za 58 podvodů a 25 krádeží. Ani jeden vinu neuznal. Obvinění se týkala peněz vybraných z účtů žadatelů o půjčku na pohřební fond, z nichž však žadatelé neměli žádný prospěch. Mandela byla odsouzena k pěti letům vězení. Krátce po odsouzení se vzdala všech vedoucích funkcí v ANC, včetně poslaneckého mandátu a předsednictví Ženské ligy ANC.  V červenci 2004 rozhodl odvolací soudce Vrchního soudu v Pretorii, že „zločiny nebyly spáchány pro osobní prospěch“. Soudce zrušil rozsudek za krádež, ale potvrdil rozsudek za podvod a uložil jí podmíněný trest v délce tří let a šesti měsíců.

## Návrat do politiky
Když ANC vyhlásil v prosinci 2007 volby do Národního výkonného výboru, Mandela se s 2 845 hlasy umístila na prvním místě.
Kritizovala protiimigrantské násilnosti v květnu a červnu 2008, které začaly v Johannesburgu a rozšířily se po celé zemi, a z nálad, které stály za nepokoji, obvinila vládu, která nezajistila vhodné bydlení a omluvila se obětem nepokojů. Nabídla svůj dům jako přístřeší pro rodinu přistěhovalců z Demokratické republiky Kongo.
Na volební listině ANC pro parlamentní volby v roce 2009 se umístila na pátém místě. Článek v deníku The Observer naznačoval, že její umístění v čele kandidátní listiny naznačuje, že vedení strany v ní vidí cenný přínos ve volbách s ohledem na upevnění podpory mezi řadovými členy strany a chudými lidmi. V období po skončení apartheidu byla po většinu tohoto období poslankyní ANC.

## Úmrtí a pohřeb
Winnie Mandela zemřela 2. dubna 2018 ve věku 81 let. Trpěla cukrovkou a v poslední době před smrtí podstoupila několik závažných operací. Od začátku roku trávila mnoho času v nemocnici.
Její život a odkaz byl uctěn četnými vzpomínkovými obřady po celé zemi a také „zvláštním oficiálním pohřbem“, který se konal 14. dubna na stadionu Orlando v jihoafrickém Sowetu. Po veřejné bohoslužbě bylo její tělo pohřbeno na hřbitově ve Fourways na severu Johannesburgu během soukromého smutečního obřadu.

## Ocenění
V roce 1985 získala spolu s dalšími aktivisty Allanem Boesakem a Beyersem Naudé Cenu Roberta F. Kennedyho za lidská práva v Jihoafrické republice. V roce 1988 obdržela od Národní koalice 100 černošských žen cenu Candace Award for Distinguished Service (za zásluhy).
V roce 2016 obdržela od jihoafrické vlády Stříbrný řád Luthuli za svůj přínos v boji za osvobození v době apartheidu.
V lednu 2018 jí univerzitní rada a univerzitní senát Makerere University v ugandské Kampale udělil čestný doktorát práv jako uznání jejího boje proti apartheidu v Jihoafrické republice.